# (8333) 1982 VF
1982 في أف (ويعرف أيضًا باسم (8333) 1982 في أف وفق تسمية الكوكب الصغير) (بالإنجليزية: 1982 VF)‏ هو كويكب ضمن حزام الكويكبات؛ وترتيبه 8333 من حيث الاكتشاف.
اكتُشف هذا الجُرم الفلكي بواسطة Antonín Mrkos ‏ في 7 نوفمبر 1982.

## وصلات خارجية
- (8333) 1982 VF في قاعدة بيانات مختبر الدفع النفاث لأجرام النظام الشمسي الصغيرة

- الاكتشاف · مخطط المدار ·  العناصر المدارية · المعلمات المادية

- (8333) 1982 VF على موقع ويكي سكاي: DSS2, SDSS, GALEX, IRAS, Hydrogen α, X-Ray, Astrophoto, Sky Map, Articles and images